# Orpheus (Film)
Orpheus ist ein 1949 gedrehter französischer Kinofilm von Jean Cocteau, der auf der antiken Sage von Orpheus und Eurydike basiert.

## Handlung
Die Handlung ist in die Gegenwart verlegt worden. Der junge Poet Orpheus sitzt in einem Pariser Dichter-Café, als sein betrunkener Kollege Cégeste in einen handfesten Streit gezogen wird, der von einer dunklen, geheimnisvollen Frau, genannt die Prinzessin, provoziert wird. Der Streit artet rasch in einer handfesten Schlägerei aus, bei der Cégeste durch zwei schwarz gekleidete Motorradfahrer, die Begleittruppe der Prinzessin, schwer verletzt wird. Die Prinzessin lässt den nicht mehr ansprechbaren Dichter in ihren Wagen bringen und fordert Orpheus auf, ihr zu folgen. Alle drei fahren fort. Vor einem Schloss angekommen, ist Cégeste bereits tot. Orpheus wird klar, dass die Prinzessin niemand anderes als eine Botin des Todes ist, der offensichtlich auch auf ihn wartet. Die Prinzessin beginnt sich in Orpheus zu verlieben.
Mehr und mehr entwickelt sich zwischen Orpheus und diesem Todesengel, der in unterschiedlichen Dimensionen und Zeiten zu wandeln scheint, eine Besessenheit. Nacht für Nacht tritt die Prinzessin aus einem Spiegel heraus und beobachtet Orpheus. Eines Tages wacht dieser in einer Landschaft auf. Heurtebise, der Chauffeur der Prinzessin, fährt Orpheus zu sich nach Haus, wo ihn seine Frau Eurydike sehnsüchtig erwartet. Die Liebe zwischen ihr und ihrem Mann schien bislang ohne Zweifel, doch nun droht alles anders zu werden. Der Einfluss der Prinzessin auf Orpheus nimmt unterbewusst immer größere Ausmaße an. Orpheus verbringt jetzt auch viel Zeit mit Heurtebise, sitzt in dessen Auto und hört aus dem Radio poetische Verse, die jedoch nichts anderes als Botschaften des toten Cégeste zu sein scheinen. Heurtebise beginnt sich in Eurydike, die von ihrem Mann schwanger ist, zu verlieben. Um Orpheus endgültig für sich zu gewinnen, lässt die eifersüchtige Prinzessin Eurydike durch ihre beiden Handlanger ermorden.
Heurtebise wechselt nun die Seiten und hilft Orpheus. Er zeigt ihm einen Weg in das Reich der Toten, um Eurydike wieder zu sehen und zurückzuholen. Es handelt sich um die Unterwelt, wo über das eigenmächtige Handeln der Prinzessin zu Gericht gesessen wird. Da Eurydikes Tod unter normalen Umständen jetzt noch nicht vorgesehen war, darf Orpheus mit ihr in die Realität, beider Leben, zurückkehren. Doch es gibt eine Bedingung: Beide Liebenden dürfen nie mehr einander betrachten, sonst wird Eurydike für immer verschwinden. Für Orpheus ist es fortan die Hölle, seiner Frau nie mehr wieder in die Augen schauen zu dürfen. Eurydike wiederum spürt, dass sie mehr und mehr Orpheus an die Todesbotin, die Prinzessin, zu verlieren droht. Eines Tages passiert es, eher zufällig. Als Orpheus in den Rückspiegel von Heurtebises Autos blickt, sieht er Eurydike. Sie verschwindet. 
Orpheus selbst wird von wütenden Freunden des toten Cégeste heimgesucht, die von ihm wissen wollen, was mit diesem geschehen ist, seit er gemeinsam mit Orpheus und der Prinzessin vom Café der Dichter abgefahren ist. Die Lage eskaliert, eine verirrte Kugel trifft Orpheus und tötet ihn. Und wieder betritt Orpheus die Unterwelt und trifft auf die Prinzessin. Er verspricht ihr ewige Liebe. Um Orpheus und die Poesie zu retten, opfert sich jetzt die Prinzessin selbst. Ihr Chauffeur dreht an der Zeit und ändert damit den Verlauf der Dinge. Das Ehepaar findet sich in seinem Zimmer wieder und beide lieben einander wie am ersten Tag. „Orpheus und Eurydike werden gerettet; der Tod stirbt -- das Zeichen der Unsterblichkeit für den Dichter.“

## Produktionsnotizen
Orpheus wurde vom 12. September bis zum 16. November 1949 gedreht. Seine Uraufführung erfolgte am 1. März 1950 im Rahmen der Filmfestspiele von Cannes. Landesweit lief der Film am 29. September 1950 an. In Deutschland wurde der Film am 11. Oktober 1950 erstaufgeführt, in Österreich am 12. Januar 1951.
Orpheus ist eine Überarbeitung des von Cocteau 1925 verfassten, gleichnamigen Einakters. Er gilt als Mittelteil einer Cocteau-Trilogie. Die anderen beiden Filme sind Das Blut des Dichters (Le sang d‘un poète) aus dem Jahre 1930 und die von der Kritik weit weniger euphorisch aufgenommene Orpheus-Fortsetzung „Das Testament des Orpheus“ (Le Testament d‘Orphée). Diese 1959 entstandene Inszenierung sollte zugleich Cocteaus letzter Kinofilm werden.
Die junge Chansonette Juliette Gréco ist hier in ihrer ersten wichtigen Filmrolle zu sehen. Sie spielt die an die mythologische Figur der Aglaonike angelehnte Anführerin einer als von Cocteau betont feministisch konzipierten Truppe von Bacchantinnen.
Die Filmbauten stammen von Jean d’Eaubonne, die Kostüme von Marcel Escoffier.
Orpheus wurde bei den Filmfestspielen von Venedig mit dem Großen Preis ausgezeichnet.

## Kritik
Das Lexikon des Internationalen Films schreibt: „Cocteau schließt inhaltlich und formal an die Motive seines ersten Films (Das Blut des Dichters, 1931) an und zieht den Zuschauer in ein kunstvoll verschachteltes Labyrinth aus poetischen Zeichen, mythologischen Anspielungen und ironischen Seitenhieben auf die Situation des modernen Künstlers. Die verblüffenden cinematographischen Tricks, zum Teil aus dem spielerischen Umgang mit Technik und Zufall entstanden, haben ihren Charme über die Jahrzehnte bewahrt.“
Das große Personenlexikon des Films befindet: „Wieder spielte Cocteau mit enigmatischen Bildern von Liebe und Tod, stilistisch in eine Welt der Schatten und tricktechnischen Spielereien getaucht, voller Anspielungen und Selbstzitate, die einen Zusammenhang mit Das Blut des Dichters augenscheinlich werden lassen“.
In Reclams Filmführer heißt es: „Cocteau spielt hier auf faszinierende Weise mit Mythen und Bildern. Er schafft eine Welt der Halbschatten, der Rätsel, in der Spiegel zur Tür ins Jenseits, schwarz uniformierte Motorradfahrer zu Boten des Todes werden. Die betont alltäglichen, realistischen Bilder werden zum Vehikel geheimnisvoller Anspielungen: Der Tod trägt das gleiche Gesicht wie die Liebe, der Dichter ist der Liebling des Todes. Das Irreale dringt in die Realität ein -- der Tod wandert durch die Straßen von Paris; und das Jenseits gibt sich mit seinem Ritual von Verhören und Verhandlungen betont diesseitig. Diesen Schwebezustand der Realität hat Cocteau mit durchaus filmischen Mitteln erreicht.“
In Buchers Enzyklopädie des Films ist zu lesen: „Cocteau gab sich große Mühe, die notwendigen Tricks zu erzielen; er benutzte Negativbilder, rückwärtslaufende Zeitlupen und ging sogar so weit, einen Tank mit Quecksilber zu füllen, um zu zeigen, wie Orpheus‘ Hand im Spiegel verschwindet. Orphée, ein hinreißend schöner Film, wurde sofort als Meisterwerk gepriesen.“
Heinrich Fraenkels Unsterblicher Film resümiert: „Das Mysterium der Liebe sei nur mit dem Gefühl und nie mit dem Verstande zu erfassen, schreibt Jean Cocteau in den Anmerkungen zu seinem Orphée. Daß dieser Dichter und Philosoph für die Gestaltung einer modernistischen Orpheuslegende die filmische Form als die einzig gemäße empfand, wußte er durch die außerordentliche Eindringlichkeit zu rechtfertigen, mit der die durch den Tod nicht zu trennende Verbundenheit seines Liebespaares bildhaft wurde.“